# Combretum hensii
Combretum hensii är en tvåhjärtbladig växtart som beskrevs av Adolf Engler och Diels. Combretum hensii ingår i släktet Combretum och familjen Combretaceae. Inga underarter finns listade i Catalogue of Life.